# Resolució 2234 del Consell de Seguretat de les Nacions Unides
La Resolució 2234 del Consell de Seguretat de les Nacions Unides fou adoptada per unanimitat el 29 de juliol de 2015. Després de reafirmar totes les resolucions sobre el conflicte de Xipre el Consell va ampliar el mandat de la Força de les Nacions Unides pel Manteniment de la Pau a Xipre (UNFICYP) durant sis mesos més fins al 31 de gener de 2016.
Les negociacions entre grecoxipriotes i turcoxipriotes per assolir un compromís continuaven en un ambient positiu, però la situació a l'illa es va mantenir sense canvis. Per aquest motiu el mandat de la UNFICYP es va estendre fins al 31 de gener de 2016. Es va demanar a les parts que cooperessin amb la UNFICYP sobre la demarcació de la zona d'amortiment. També es va demanar als turcoxipriotes que restauressin l'statu quo a Strovilia anterior a 2000.